# 外交十記
《外交十记》，纪实文学作品，原中共中央政治局委员、国务院副总理、外交部部长钱其琛退休后著。作者长期从事外交工作，其本人在国内国际外交领域有相当的影响。该书是作者担任外交部副部长、部长期间的十件大事回忆，整理结集成册，时间跨度在1980年代初至1990年代。
《外交十记》是钱其琛2005离退后才创作的，作者自言是用平实手法作一些亲身经历事件的记录。事实上，该书亦一定程度上披露了外交战线上的若干内幕细节，该书所附的100余幅图片，其中有不少是首次公开，等等这些，都是研究中国近代外交史者不容忽视的参考资料。
《外交十记》一经问世，便产生广泛的影响，国内方面官媒宣传推介颇多，中共中央工委且列为推荐书目。在国际上，早有英、俄、日、韩等语言译本。包括联合国秘书长安南在内的多位中外政坛、学界名人均给予好评。